# Бартечка
Бартечка (рос. Бартечка) — колишній хутір у Любарській волості Новоград-Волинського та Полонського повітів Волинської губернії та Новолюбарській сільській раді Любарського району Житомирської і Бердичівської округ.

## Населення
Кількість населення, станом на 1923 рік, становила 22 особи, кількість дворів — 4.
Відповідно до перепису населення СРСР, станом на 17 грудня 1926 року, чисельність населення становила 17 осіб, з них, за статтю: чоловіків — 9, жінок — 8; етнічний склад: українців — 17. Кількість господарств — 4.

## Історія
Час заснування невідомий; входив до складу Любарської волості Новоград-Волинського повіту Волинської губернії. В березні 1921 року, в складі волості, хутір увійшов до новоствореного Полонського повіту Волинської губернії. У 1923 році включений до складу новоствореної Новолюбарської сільської ради, котра, від 7 березня 1923 року, стала частиною новоутвореного Любарського району Житомирської округи.
Розміщувався за 3 версти від районного центру, міст. Любар, та 2 версти від центру сільської ради, с. Новий Любар. За даними 1926 року, відстань до центру сільської ради, с. Новий Любар, становила 0,25 версти, до районного центру, міст. Любар — 0,5 версти, до окружного центру, м. Бердичів — 60 верст, до найближчої залізничної станції, Печанівка — 18 верст.
Знятий з обліку населених пунктів до 1 жовтня 1941 року.